# Planiplax arachne
Planiplax arachne är en trollsländeart som beskrevs av Friedrich Ris 1912. Planiplax arachne ingår i släktet Planiplax och familjen segeltrollsländor. IUCN kategoriserar arten globalt som livskraftig. Inga underarter finns listade i Catalogue of Life.